# Eerbetoon Gliphoeve
Eerbetoon Gliphoeve is een artistiek kunstwerk in Amsterdam-Zuidoost aan de kopgevel van de flat Gravestein.

## Geschiedenis
De flats Geldershoofd en Gravestein ontstonden bij de ingrijpende renovatie van de flats Gliphoeve I en II. Door de naam te wijzigen, wilde men af van het negatieve imago van die flats. De namen Geldershoofd en Gravestein dateren uit 1983, maar ook in de jaren twintig van de 21e eeuw is de naam Gliphoeve nog niet geheel uit het collectieve geheugen verdwenen. Daar waar men aan de ene kant van die naam af wilde, waren er ook die met enige weemoed aan de flats terugdenken/-dachten. Dat laatste beeld werd weergegeven door een kunstwerk dat in 2020–2021 aan de kopgevel van Gravestein werd opgehangen.

## Beschrijving
Het is een gecombineerd kunstwerk. De bovenste helft is een schildering van Chimira Natanna Obiefule, met kleurige portretten; de onderste helft een tekst van Fleksick, een eerbetoon aan Gliphoeve. Het geheel is opgehangen op een doek, ingespannen in een raamwerk, dat aan de gevel hangt. Natanna is een beeldend kunstenares; Fleksick (Shaneegua Flechsig) een spoken-word-artist en schrijver. Het werk is rechtsonder ondertekend.

### Tekst
De tekst luidt als volgt: 

Sinds de jaren 70 sta ik hier
Ik ben de moeder van ons allemaal
Hoe je de zon onder ziet gaan achter mij,
Gaat het op voor jou.
De Gliphoeve is mijn naam.
 Jij zit gegraveerd in mijn hart en luchtwegen
Als het regent houd ik je droog
Wanneer het koud is houd ik je warm.
Jij verlangt naar mij aan het einde van de dag.
Jij stookt de haard en verzorgd mij wanneer nodig
Jij kookt, jij leeft samen, en maakt mij schoon.
Jij houd mijn hart warm en draaiende
Verwaarlozing ken jij niet.
Wij, allen, zijn jou